# Фабрика звёзд (Россия)
«Фа́брика звёзд» — российское музыкальное реалити-шоу по поддержке молодых исполнителей, выходившее на разных российских телеканалах с 2002 по 2024 годы (с перерывами): с 13 октября 2002 по 6 июля 2012 года — на «Первом канале», со 2 сентября по 9 декабря 2017 года — на Муз-ТВ, с 3 марта по 19 мая 2024 года — на ТНТ.
Фабрика звёзд стала первой программой «Первого канала», вышедшей в эфир со стереозвуком.
20 октября 2012 года был показан документальный фильм, посвящённый 10-летию проекта. 22 марта 2015 года в рамках проекта «Коллекция Первого канала» к 15-летию проекта была показана подборка лучших моментов пятой «Фабрики». С 3 по 17 июля 2020 года на «Первом канале» к 20-летию проекта вышло три выпуска под названием «Фабрика звёзд. Лучшее», где Яна Чурикова рассказывала об истории проекта и показывались лучшие выступления. 22 апреля 2023 года в честь 20-летия проекта состоялся гала-концерт с участием популярных участников всех сезонов. 30 июня 2023 года концерт был показан на «Первом канале» в 21:45 после программы «Время». После концерта был показан документальный фильм, посвящённый 20-летию проекта.

## История
Фабрика звёзд являлась российской версией успешного телевизионного проекта голландской продюсерской телекомпании «Эндемол» (англ. Endemol) «Академия звёзд» (англ. Star Academy). Идея проекта принадлежала испанской компании «Джестмьюзик» (англ. Gestmusic), являвшейся филиалом компании «Эндемол». Однако первой страной, начавшей трансляцию проекта 20 октября 2001 года, стала Франция. Через два дня после выхода программы во Франции, шоу под названием «Операция „Триумф“» (исп. Operación Triunfo) вышло в эфир в Испании.
С этого момента шоу стало распространяться по всему свету, в том числе оно вышло и в России в 2002 году. Фабрика звёзд выходила с 13 октября 2002 по 6 июля 2012 года на «Первом канале», со 2 сентября по 9 декабря 2017 года на Муз-ТВ, с 3 марта по 19 мая 2024 года на ТНТ.
В настоящее время «Академия звёзд» занимает второе место по популярности после шоу «Большой брат» (англ. Big Brother). Проект завоевал признание на рынках не только Европы, но и Индии, арабских стран и США.

## Правила
Перед началом проекта проходят пробы, во время которых жюри «Фабрики звёзд» просматривает несколько тысяч претендентов. При выборе участников учитываются вокальные данные, внешний вид, пластика, артистичность (1-й, 2-й, 3-й сезоны — 16 человек; 6-й, 10-й, 11-й сезоны — 17 человек; 4-й и 5-й сезоны — 18 человек). В седьмой сезон проекта первоначально прошло 14 человек, а ещё двух участников (юношу и девушку) из шести претендентов выбрали зрители в зале и педагогический состав на концерте, посвящённом открытию сезона проекта.
Участников заселяют в «Звёздный дом», где всё происходящее круглосуточно снимается скрытыми камерами. Всем участникам, согласно условиям проекта, запрещается иметь мобильные телефоны (кроме 11-го сезона) и музыкальную аппаратуру, а также отвечать на письма поклонников. Каждый день участники проекта должны посещать занятия по хореографии, вокалу, актёрскому мастерству, фитнесу, психологии и другим дисциплинам. В седьмом сезоне к дисциплинам также добавились история, режиссура, чтецкое искусство, советская песня. Помимо основных занятий проводились специальные мастер-классы, где участникам давали мастер-классы звёзды российского и мирового шоу-бизнеса. Также в обязанности участников, кроме посещения занятий, входили поддержание порядка в доме и приготовление еды. В седьмом сезоне проекта участникам приходилось самим зарабатывать деньги, подготавливая и проводя самостоятельные выступления на концертной площадке перед «Звёздным домом».
В течение недели в эфир несколько раз в день (ежедневно и только в сезоне от ТНТ) выходят «Дневники Звёздного дома» (трансляция велась с 30-ти камер) и раз в неделю (обычно вечером в пятницу или субботу, в начале 1 сезона, а также в 7 и 11 сезонах — в воскресенье) — отчётный концерт, где ребята показывали номера, подготовленные ими в течение недели. Обычно на отчётные концерты приглашались звёзды российской эстрады (чаще всего на «Фабрике» выступали Владимир Кузьмин, Александр Малинин, Николай Носков, группы Би-2 и «Братья Грим», Дмитрий Маликов, Надежда Кадышева, Надежда Бабкина и Валерия), с которыми участникам проекта выпадает возможность спеть, со второго сезона активно практиковалось приглашение иностранных звёзд (особенно в 6-м сезоне, когда на «Фабрику» приехали такие исполнители как Scorpions и Томас Андерс) и участников прошлых сезонов «Фабрики звёзд». В шестом сезоне (2006) практиковался также обзорный выпуск «Неделя на Фабрике», показывающий всё самое интересное, что происходило в Звёздном доме за неделю наблюдения.
После первого отчётного концерта каждый понедельник педагогический совет «Фабрики звёзд» определял трёх претендентов на выбывание из проекта. Их отбор проводился на основании оценки преподавателями творческого роста каждого из участников, а также по результатам их выступлений на концертах. Судьба претендентов решалась во время отчётных концертов, по окончании которых они показывали сольные номера. Одного из претендентов «спасают» зрители «Первого канала» посредством SMS-голосования (в 11 сезоне претендента вместо зрителей «спасает» жюри), второго оставляют в проекте товарищи, а третий покидает Звёздный дом навсегда. Правда, были прецеденты, когда выбывающего участника оставлял в проекте художественный руководитель или музыкальный продюсер путём использования права вето: в 4-м сезоне Игорь Крутой наложил вето на уход Ирины Дубцовой; в 5-м Алла Пугачёва спасла Михаила Мироненко (который всё равно выбыл в последующих выпусках), Игорь Матвиенко — Мигеля, а Максим Фадеев — Руслана Масюкова; в 6-м Виктор Дробыш воспрепятствовал уходу Прохора Шаляпина, а Юрий Аксюта на правах организатора оставил Викторию Колесникову (после также выбывшую); в 7-м Валерий Меладзе спас впоследствии выбывшую Наталью Тумшевиц, Константин Меладзе — Сергея Ашихмина, а Лариса Синельщикова на правах организатора оставила Риту Дакоту; в 11-м Сергей Жуков наложил вето на уход Дарьи Кочневой. В 11 сезоне был прецедент, когда «спасённый» претендент оставил в проекте выбывающего участника и ушёл вместо него: Лео Канделаки уступил своё место Никите Уфимцеву (выбывшему в последующих выпусках).
Победитель проекта (а в 4-м и 6-м сезонах — все финалисты) получал контракт на запись диска и видеоклипа или другой аналогичный приз. Каждый сезон проекта длился около 3 месяцев, кроме 6 сезона, который был продлён на месяц.

## Сезоны
| Сезон | Название            | Премьера         | Финал           | Наставники                                                          | 1 место             | 2 место                                                                                      | 3 место                           | Ведущий                            | Телеканал    |
| ----- | ------------------- | ---------------- | --------------- | ------------------------------------------------------------------- | ------------------- | -------------------------------------------------------------------------------------------- | --------------------------------- | ---------------------------------- | ------------ |
| 1     | Фабрика звёзд       | 13 октября 2002  | 27 декабря 2002 | Игорь Матвиенко                                                     | Корни               | Фабрика                                                                                      | Михаил Гребенщиков                | Яна Чурикова                       | Первый канал |
| 2     | Фабрика звёзд       | 7 марта 2003     | 11 июня 2003    | Максим Фадеев                                                       | Полина Гагарина     | Елена Терлеева                                                                               | Елена Темникова                   | Яна Чурикова                       | Первый канал |
| 3     | Фабрика звёзд       | 5 сентября 2003  | 12 декабря 2003 | Александр Шульгин                                                   | Никита Малинин      | Александр Киреев                                                                             | Юлия Михальчик                    | Яна Чурикова                       | Первый канал |
| 4     | Фабрика звёзд       | 12 марта 2004    | 11 июня 2004    | Игорь Крутой                                                        | Ирина Дубцова       | Антон Зацепин                                                                                | Стас Пьеха                        | Яна Чурикова                       | Первый канал |
| 5     | Фабрика звёзд       | 17 сентября 2004 | 24 декабря 2004 | Алла Пугачёва                                                       | Виктория Дайнеко    | Руслан Масюков                                                                               | Наталья Подольская Михаил Веселов | Яна Чурикова Александр Анатольевич | Первый канал |
| 6     | Фабрика звёзд       | 11 марта 2006    | 1 июля 2006     | Виктор Дробыш                                                       | Дмитрий Колдун      | Арсений Бородин                                                                              | Зара                              | Яна Чурикова                       | Первый канал |
| 7     | Фабрика звёзд       | 26 августа 2007  | 9 декабря 2007  | Константин Меладзе Валерий Меладзе                                  | Анастасия Приходько | Марк Тишман                                                                                  | Инь-Ян БиС                        | Яна Чурикова                       | Первый канал |
| 8     | Возвращение         | 12 марта 2011    | 28 мая 2011     | Игорь Матвиенко Игорь Крутой Виктор Дробыш Константин Меладзе       | Виктория Дайнеко    | Челси                                                                                        | Ирина Дубцова                     | Яна Чурикова                       | Первый канал |
| 9     | Россия — Украина    | 1 июня 2012      | 6 июля 2012     | Игорь Матвиенко Игорь Крутой Константин Меладзе Наталья Могилёвская | Россия              | Украина                                                                                      | Украина                           | Яна Чурикова Дмитрий Шепелев       | Первый канал |
| 10    | Новая Фабрика звёзд | 2 сентября 2017  | 9 декабря 2017  | Виктор Дробыш                                                       | Гузель Хасанова     | Mastank                                                                                      | Север 17 Даниил Данилевский       | Ксения Собчак                      | Муз-ТВ       |
| 11    | Новая Фабрика звёзд | 3 марта 2024     | 19 мая 2024     | Сергей Жуков Сергей Шнуров                                          | Мария Гордеева      | Нонна Еганян Дарья Кочнева Софья Полозова Семён Полищук Александр Филин Габриэль Александров | Полина Быковская                  | Регина Тодоренко Тимур Родригез    | ТНТ          |

## Фабрика звёзд — 1
Первый сезон российской «Фабрики звёзд» стартовал 13 октября 2002 года.
Руководитель и музыкальный продюсер — Игорь Матвиенко, со-продюсер — Игорь Полонский.
Участники: Александра Савельева, Сати Казанова, Ирина Тонева (группа «Фабрика»), Александр Асташёнок, Александр Бердников, Алексей Кабанов, Павел Артемьев (группа «Корни»), Джем (полное имя Джем Шериф Муса), Михаил Гребенщиков, Николай Бурлак, Аня Куликова, Константин Дудоладов, Гера Леви, Екатерина Шемякина, Юлия Бужилова, Мария Алалыкина, Жанна Черухина.
Победители: I место — группа «Корни», II место — группа «Фабрика», III место — Михаил Гребенщиков.
Это была единственная «Фабрика», победители которой выбирались не голосованием зрителей, а музыкальным продюсером проекта.
Хиты:
1. «Круто ты попал на ТВ» (участники «Фабрики звёзд», впоследствии исполнялся на всех последующих «Фабриках» как в оригинальном варианте, так и с несколько изменённым текстом)
2. «Я теряю корни», «5000 тонн света» («Корни»)
3. «Лучшие парни моей страны», «Якут» (Екатерина Шемякина)
4. «Про любовь», «Ой, мама, я влюбилась» («Фабрика»)
5. «Танцы-обниманцы», «Как хорошо нам сегодня вечером», «Уйдём вдвоём» (Михаил Гребенщиков)
6. «Понимаешь» (Ирина Тонева & Павел Артемьев)
7. «Бедная девочка» (Аня Куликова)
8. «Разлюби и забудь» (Алексей Кабанов и Мария Алалыкина)
9. «Не меланхолия» (Мария Алалыкина и Юлия Бужилова)
10. «Спи», «Бабочка», «Колыбельная волкам», «Я гуляю с собачкой» (Юлия Бужилова)
11. «Баллада о прыщике» (Николай Бурлак)
12. «Я прошу звёзды» (Александр Асташёнок)

## Фабрика звёзд — 2
Стартовала 7 марта 2003 года.
Руководитель и музыкальный продюсер — Максим Фадеев (продюсировал таких исполнителей, как Линда, TOTAL, ГЛЮК’OZA и Катя Лель).
Участники: Елена Темникова, Елена Терлеева, Пьер Нарцисс, Ираклий Пирцхалава, Маша Ржевская, Алексей Семёнов, Юлия Савичева, Юлия Волкова, Полина Гагарина, Гена Лагутин, Евгения Рассказова, Марианна Белецкая, Дмитрий Прасковьин, Михаил Решетников, Кристиан Лейних, Дмитрий Асташёнок.
Победители: I место — Полина Гагарина, II место — Елена Терлеева, III место — Елена Темникова (впоследствии Максим Фадеев признался, что большинство зрителей проголосовало за Терлееву, но по требованию Первого канала победителем объявили Гагарину).
Хиты:
1. «Высоко», «Корабли», «Прощай, моя любовь» (Юлия Савичева)
2. «Где ты?» (Полина Гагарина)
3. «Когда я стану кошкой», «Зачем я ждала тебя» (Мария Ржевская)
4. «Я шоколадный заяц», «Акуна Матата» (Пьер Нарцисс)
5. «Вова-чума», «Закрой глаза рукой» (Ираклий Пирцхалава)
6. «Зажигай Солнце» (Кристиан Лейних)
7. «Нам-Нам» (Елена Терлеева)
8. «Тайна», «Дальше всех» (Елена Темникова)
9. «Семёнов хали-гали» (Алексей Семёнов)
10. «Шейк» (Алексей Семёнов и Ираклий Пирцхалава)
11. «Тай» (Дмитрий Прасковьин)
12. «Два часа» (Полина Гагарина, Мария Ржевская, Елена Темникова, Елена Терлеева)

Максим Фадеев написал для этого сезона «Фабрики» новый гимн проекта, который, однако, был менее популярен, чем оригинальный «Круто ты попал на ТВ», и впоследствии исполнялся только в 5-м сезоне.

## Фабрика звёзд — 3
Стартовала 5 сентября 2003 года.
Руководитель и музыкальный продюсер — Александр Шульгин (занимался продюсированием Дмитрия Маликова, своей первой супруги певицы Валерии).
Участники: Никита Малинин, Юлия Михальчик, Дмитрий Голубев, Александр Киреев, Маша Вебер, Светлана Светикова, Руслан Курик, Роман Барсуков, Леся Ярославская, Ирина Ортман, Олег Добрынин, Соня Кузьмина, Ксения Валеева, Анастасия Крайнова, Николай Сличенко, Ирина Желнова.
Победители: I место — Никита Малинин, II место — Александр Киреев, III место — Юлия Михальчик.
Хиты:
1. «Котёнок», «Для неё» (Никита Малинин)
2. «Питер», «Птица», «Письмо», «Боле сих любы», «Голоса», «La mia anima» (Юлия Михальчик)
3. «Меняю», «Зря» (Ирина Ортман)
4. «Навсегда», «Вешняя» (Светлана Светикова)
5. «Мир, который подарил тебя», «Ночь любви», «Маленький мальчик» (Александр Киреев)
6. «Без пятнадцати восемь» (Олег Добрынин)
7. «Песня ангела», «Лучше так», «Горел», «Пока творит этот свет» (Руслан Курик)
8. «Московская тоска», «Знаки» (Мария Вебер)
9. «Виражи», «Прости» (Роман Барсуков)
10. «Твой дом со мной», «Твоей девушке» (Соня Кузьмина)
11. «Мгновение», «Я врать девчонке не могу», «Ангел тишины» (Дмитрий Голубев)
12. «Синие глаза», «Вернись» (Леся Ярославская)
13. «Зависаю» (Настя Крайнова)
14. «Ты не ангел» (Ирина Желнова)
15. «Саша+Маша» (группа «КГБ»: Александр Киреев, Дмитрий Голубев, Роман Барсуков при участии Никиты Малинина)
16. «Первое свидание» (Никита Малинин и Мария Вебер)
17. «Время» (Александр Киреев и Юлия Михальчик)
18. «Фабрика на Первом канале», «С новым годом» (Фабрика звёзд-3)
19. «Самый-самый» (группа «Тутси»: Ирина Ортман, Леся Ярославская, Анастасия Крайнова, Маша Вебер)

Финал этой «Фабрики» запомнился телезрителям тем, что её руководитель Александр Шульгин, в нарушении протокола, вышел на сцену и сделал предложение занявшей 3-е место Юлии Михальчик (этот момент был вырезан из телевизионной записи финального отчётного концерта, показанной Первым каналом). Однако в конечном итоге пара рассталась.
Александр Шульгин написал для этого сезона «Фабрики» новый гимн проекта «Фабрика на Первом канале», который, однако, не прижился и впоследствии не использовался.
В ретроспективе «Фабрика звёзд — 3» оценивается как провальная — несмотря на хорошие рейтинги сезона, никто из фабрикантов не стал настоящей звездой, так как после завершения шоу Шульгин не стал заниматься раскруткой участников. Гастрольным туром «Фабрики звёзд — 3» занимались Иосиф Пригожин и Виктор Дробыш.

## Фабрика звёзд — 4
Стартовала 12 марта 2004 года.
Руководитель и музыкальный продюсер — Игорь Крутой (владелец продюсерского центра «АРС», телеканала МУЗ-ТВ, радиостанции «Love-радио»; композитор). В продюсировании также принимали участие известный российский певец, поэт и композитор Игорь Николаев и музыкальный продюсер Виктор Дробыш.
Начиная с этого сезона, «Фабрика» транслировалась, помимо Первого канала на других каналах. В 4 и 7 сезонах на «МУЗ-ТВ», в 5-6 сезонах на MTV. Это был первый сезон, в котором музыкальный продюсер проекта воспользовался правом вето (Игорь Крутой спас Ирину Дубцову), в котором значительная часть песен была написана самими участниками проекта и первый, когда призы получили все финалисты.
Участники: Антон Зацепин, Иван Бреусов, Наталья Коршунова, Доминик Джокер, Ксения Ларина, Настя Кочеткова, Тимур Юнусов (Тимати), Алекса (Александра Чвикова), Наталья Полянская, Надежда Игошина (Ангина), Ирина Дубцова, Виктория Богославская, Евгения Волконская, Стас Пьеха, Ярослав Илларионов, Юра Титов, Антон Ямпольский, Ратмир Шишков.
Победители: I место — Ирина Дубцова; II место — Антон Зацепин; III место — Стас Пьеха.
Хиты:
1. «О нём» (Ирина Дубцова)
2. «Книжки о любви», «Ниже ростом только Губин» (Антон Зацепин)
3. «Одна звезда» (Стас Пьеха)
4. «Где же ты?», «Лунная тропа» (Алекса)
5. «Понарошку» (Юрий Титов)
6. «Мне нужен один ты», «Мама, я люблю тебя» (Анастасия Кочеткова)
7. «Кому какое дело» (Ангина)
8. «Не любишь», «Ты для меня одна» (Ратмир Шишков)
9. «Пузырьки лимонада» (Ксения Ларина)
10. «Рим-Париж», «Ты нужна мне» (Доминик Джокер)
11. «Сердце скажи» (Иван Бреусов)
12. «Плачут небеса», «Боль — это любовь», «О, Боже» (Тимати)
13. «Новые люди» (группа «Банда»: Доминик Джокер, Ратмир Шишков, Тимати, Анастасия Кочеткова).

## Фабрика звёзд — 5
Стартовала 17 сентября 2004 года (изначально планировалась на 10 сентября 2004 года). 
Художественный руководитель — Алла Пугачёва (российская эстрадная певица, продюсер, композитор). Пятый сезон был известен как «Фабрика звёзд Аллы Пугачёвой», так как именно певица стала художественным руководителем этого сезона проекта.
Музыкальные продюсеры: Игорь Матвиенко, Максим Фадеев. Также в данном сезоне «Фабрики» принимал участие в качестве со-продюсера Виктор Дробыш.
Участники: Константин Легостаев, Михаил (Майк) Мироненко, Наталья Подольская, Виктория Дайнеко, Юлианна Караулова, Ирина (Ирсон) Кудикова, Родион Заболотский, Елена Кукарская (также под творческими псевдонимами «Кука» и «Елена Сергеевна»), Мигель, Андрей Шумский, Елена Кауфман, Александра Балакирева, Аксинья Вержак, Кирилл Гарник, Даша Клюшникова, Михаил Веселов, Руслан Масюков, Валерия Голубева.
Победители: I место — Виктория Дайнеко, II место — Руслан Масюков, III — Наталья Подольская и Михаил Веселов.
Хиты:
1. «Лейла», «Я буду лучше» (Виктория Дайнеко)
2. «Аривидерчи, малышка», «Целься» (Руслан Масюков)
3. «Поздно», «Everybody dance» (Наталья Подольская)
4. «Моя вина», «Ты скажи» (Михаил Веселов)
5. «По маленькой», «Жу-жу» (Елена Кукарская)
6. «Лучше меня», «Плохая», «Посмотри» (Майк Мироненко)
7. «Под одним одеялом», «Школьная», «Расскажи, как надо любить», «Только нам…» (Константин Легостаев)
8. «Сердце не тронешь» (Дарья Клюшникова)
9. «Дождь», «Я попала в сети» (Юлианна Караулова)
10. «Песня настоящего фаната Кайли Миноуг» (Мигель)
11. «Я отрываюсь от земли», «Ты предал меня» (Лена Кауфман)
12. «Долгими вечерами» (Ирсон Кудикова)
13. «Я сделаю всё», «Обручённая с ветром» (Александра Балакирева)
14. «Нет тебя» (Руслан Масюков и Юлианна Караулова)
15. «Я джокер кину на стол» (группа «Нэцкэ»: Юлианна Караулова, Аксинья Вержак, Дарья Клюшникова)

## Фабрика звёзд — 6
Стартовала 11 марта 2006 года.
Руководитель и музыкальный продюсер — Виктор Дробыш (генеральный продюсер Национальной музыкальной корпорации, композитор и музыкант). Спонсорами сезона выступили телеканал MTV Россия и «Русское радио», которые каждую неделю вручали победителю зрительского голосования специальный приз (MTV — барабан, «Русское радио» — оранжевую жилетку), а также запускали исполненную призёром песню в недельную ротацию, что способствовало повышению рейтингов проекта.
Участники: Александра Гуркова, Зара, Согдиана, Арсений Бородин, Анастасия Шевченко, Роман Архипов, Арина Рыженкова, Виктория Колесникова, Алексей Корзин, Дмитрий Колдун, Прохор Шаляпин, Мила Куликова, Алексей Хворостян, Денис Петров, Юлия Лысенко, Ольга Воронина, Сабрина Гаджикаибова.
Победители: I место — Дмитрий Колдун, II место — Арсений Бородин, III место — Зара.
Хиты:
1. «Несерьёзно», «Прости за всё» (Дмитрий Колдун);
2. «Самая любимая», «Чужая невеста» (группа «Челси»: Арсений Бородин, Роман Архипов, Алексей Корзин, Денис Петров)
3. «Сердце-магнит», «Подожди» (Согдиана)
4. «Волшебная скрипка», «Проказница» (Прохор Шаляпин)
5. «Я служу России» (Алексей Хворостян)
6. «Любовь-красавица», (Зара)
7. «Астрология» (Александра Гуркова)

## Фабрика звёзд — 7
Стартовала 26 августа 2007 года.
Музыкальные продюсеры: братья Валерий (российский певец, композитор и продюсер) и Константин Меладзе (продюсер и композитор, создатель группы «ВИА Гра»).
Участники: Сергей Ашихмин, Анастасия Приходько, Дмитрий Бикбаев, Влад Соколовский, Татьяна Богачёва, Рита Дакота, Екатерина Цыпина, Артём Иванов, Георгий Иващенко, Анна Колодко, Корнелия Манго, Юлия Паршута, Алексей Светлов, Марк Тишман, Наталья Тумшевиц, Фил Янг (настоящее имя Филипп Чиньянга).
Победители: I место — Анастасия Приходько, II место — Марк Тишман, III место — группа «Инь-Ян» (Артём Иванов, Татьяна Богачёва, Сергей Ашихмин и Юлия Паршута) и группа «БиС» (Дмитрий Бикбаев и Влад Соколовский).
Хиты:
1. «Вера», «Группа крови», «Три зимы» (Анастасия Приходько)
2. «Твой или ничей», «Нет, нет, нет» (группа «БиС»)
3. «Не молчи», «Живой цветок» (Дмитрий Бикбаев)
4. «Поп-корн», «Ближе» (Влад Соколовский)
5. «Я всё знала», «Спички», «Одна», «Лучшему другу» (Дакота)
6. «Мало да помалу», «Сохрани меня» (группа «Инь-Ян»)
7. «Я стану твоим ангелом», «Пять цветов», «Ярким пламенем» (Марк Тишман)
8. «Две половины» (Корнелия Манго)
9. «Мне оно не нравится» (Георгий Иващенко)

Это была последняя «Фабрика», проведённая в стандартном режиме.

## Фабрика звёзд. Возвращение
Стартовала 12 марта 2011 года. Несмотря на название, это было не продолжение привычного проекта: между собой конкурировали не безызвестные претенденты, а сложившиеся исполнители — выпускники «Фабрики звёзд» разных лет.
Музыкальные продюсеры: Игорь Матвиенко (создатель групп «Любэ», «Иванушки International»), Игорь Крутой (владелец продюсерского центра «АРС», телеканала МУЗ-ТВ, радиостанции «Love-радио»; композитор), Виктор Дробыш (генеральный продюсер Национальной музыкальной корпорации, композитор и музыкант), Константин Меладзе (продюсер и композитор).
Участники:
Команда Матвиенко: Виктория Дайнеко, группа «Фабрика» и группа «Корни»;
Команда Крутого: Ирина Дубцова, Анастасия Кочеткова и Доминик Джокер;
Команда Дробыша: Зара, группа «Челси» и Наталья Подольская;
Команда Меладзе: группа «Инь-Ян», Влад Соколовский и Марк Тишман.
Победители: I место — Виктория Дайнеко, II место — группа Челси, III место — Ирина Дубцова, специальный приз продюсеров — Марк Тишман.

## Фабрика звёзд. Россия — Украина
Стартовала 1 июня 2012 года.
Музыкальные продюсеры: Игорь Матвиенко (создатель групп «Любэ», «Иванушки International»), Игорь Крутой (владелец продюсерского центра «АРС», телеканала МУЗ-ТВ, радиостанции «Love-радио»; композитор), Константин Меладзе (продюсер и композитор), Наталья Могилёвская (певица и композитор).
Судьи: Юрий Никитин, Виктор Дробыш, Любовь Казарновская, Таисия Повалий, Нина Савицкая.
Участники:
Команда России: Дмитрий Колдун, Полина Гагарина, Влад Соколовский, Доминик Джокер и Виктория Дайнеко;
Команда Украины: группа «ДиО фильмы», Макс Барских, Эрика, Ева Бушмина и Стас Шуринс.
Победители: I место — команда России и II место — команда Украины.

## Новая Фабрика звёзд — 10
Стартовала 2 сентября 2017 года. В отличие от предыдущих сезонов, транслировавшихся на Первом канале, этот сезон вышел на телеканале «Муз-ТВ». Премьера состоялась 2 сентября 2017 года. Ведущая отчётных концертов — Ксения Собчак, дневников — Артём Шалимов и Георгий Иващенко, который участвовал в седьмом сезоне проекта.
Музыкальный продюсер: Виктор Дробыш (генеральный продюсер Национальной музыкальной корпорации, композитор и музыкант).
Участники: Лолита Волошина, Андрей Белецкий, Даниил Рувинский, Никита Кузнецов (Mastank), Зина Куприянович (Зена), Эльман Зейналов, Даниил Данилевский, Евгений Трофимов, Владимир Идиатуллин, Мария Будницкая, Марта Жданюк, Ульяна Синецкая, Самвел Варданян, Радослава Богуславская, Гузель Хасанова, Аня Мун (Салтыкова), Эльвира Бращенкова.
Победители: I место — Гузель Хасанова, II место — Никита Кузнецов (Mastank), III место — Группа «Север 17» (Евгений Трофимов, Даниил Рувинский, Зена) и Даниил Данилевский.
Хиты:
1. «Найди меня» (Гузель Хасанова)
2. «Двое» (Гузель Хасанова и Mastank)
3. «Не беда», «Омут», «Девочка Май» (Никита Кузнецов — Mastank)
4. «Выше только звёзды», «Одна» (Даниил Данилевский)
5. «Пистолеты», «Скинули», «Песня» (группа Север 17)
6. «Тук-тук» (Зина Куприянович)
7. «Мы же на ты» (Даниил Рувинский)
8. «Сумасшедший» (Владимир Идиатуллин)
9. «Лети», «Ула, ула-ла» (Ульяна Синецкая)
10. «Адреналин» (El’man)
11. «Табу», «Имитация вибрации» (Аня Мун)
12. «Дико» (Марта Жданюк)
13. «В квартире» (Андрей Белецкий)
14. «Дикие сны», «Феникс» (Лолита Волошина)
15. «Деньги» (группа «Cash (Кэш)»: Марта Жданюк, Ульяна Синецкая и Ксения Чумаченко)

## Новая Фабрика звёзд — 11
Стартовала 3 марта 2024 года на ТНТ. Это последний сезон в истории шоу.
Музыкальные продюсеры и наставники:
Сергей Жуков — российский певец, предприниматель и музыкант. Солист и лидер поп-группы «Руки Вверх!».
Сергей Шнуров — российский рок-музыкант, поэт, продюсер. Лидер рок-групп «Ленинград» и «Рубль».
Участники:
Команда Жукова: Александр Круг, Александр Малахов, Нонна Еганян, Семен Полищук, Дарья Кочнева, Камилия Насретдинова, Габриэль Александров и Полина Быковская.
Команда Шнурова: Лео Канделаки, Александр Филин, Никита Уфимцев, Вадим Гладков, Анастасия Ким, Эстер Горбадей, Мария Гордеева, Софья Полозова и Аркадий Евтушенко.
Победители: I место — Мария Гордеева, II место — Нонна Еганян, Дарья Кочнева, Софья Полозова, Семён Полищук, Александр Филин и Габриэль Александров, III место — Полина Быковская.

## Критика
Диана Арбенина, певица:
Это ужасно на самом деле. Это песни, которые я стараюсь не слушать по радио. <…> Песни моих коллег, зачастую, которые просто не поддаются никакому описанию, потому что ну это – полный маразм.
При этом Арбенина выступила два раза на «Фабрике звёзд Аллы Пугачёвой» и «Фабрике звёзд — 7».
Кен Хенсли, также принявший гостевое участие в проекте:
Мне абсолютно не нравятся все эти поп-шоу, потому что они не только глупы, но и в какой-то мере разрушительны. Молодёжь их смотрит и думает, что рок-н-ролл умер, и кроме поп-музыки ничего на свете не существует. Но участие в таком шоу было для меня по-своему интересным, и я не думаю, что это как-то отрицательно повлияет на мою карьеру.
Анри Вартанов, киновед, телевизионный критик:
Как всякий продукт конвейерного производства, они [фабриканты] сделаны по общему образцу и мало чем отличаются друг от друга. Зато соответствуют простейшему эстрадному „госту“, а посему и неплохо продаются на рынке. Но этот товар — одноразового пользования. Когда появляется новая продукция, спрос на старую заметно падает. Кто сегодня помнит «звёзд» первой фабрики? С ними произошло то же, что и с героями реалити-шоу «За стеклом». Помните их? А ведь в своё время шестёрка „застекольщиков“ была популярнее многих эстрадных звёзд. Организаторов „телефабрики“ понять нетрудно: в их руки попалась курица, несущая золотые яйца. Резать её нет никакого смысла. <...> Только вот, боюсь, молодым артистам больно будет падать с высоты, на которую их вознесли случай и продюсеры. Тогда, возможно, слова их выходной песни «Круто ты попал на ТиВи», которые они беззаботно и торжествующе поют всякий раз на многотысячной аудитории, обретут для них совсем другой смысл.
Чуть ранее тот же автор отмечал, что проект не являлся новым словом на российском телевидении, а фактически выполнял функции советской передачи «Алло, мы ищем таланты!», хоть и со значительными отличиями:
В последнее время два самых крупных наших канала — «Первый» и «Россия» — наперегонки запустили циклы «Фабрика звёзд» и «Стань звездой». <...> Скажу лишь: обе они делают фактически то, что зрители старшего поколения помнят по давней передаче «Алло, мы ищем таланты!». Только прежде юные дарования приходили из весьма все-таки развитой, охватывающей миллионы участников художественной самодеятельности: кружки, студии, дворцы пионеров. Сегодня же это чаще всего «неорганизованные» юноши и девушки. Их обнаруживают на просмотрах (называемых сегодня броским термином «кастинг») руководители телеконкурсов, а затем «натаскивают» по образцу тех «звёзд» поп-музыки, что у всех на виду и на слуху. Стандартизация и пошлость, и без того заполонившие все вокруг, вновь и вновь тиражируются.

## Резонансные эпизоды
Одним из критиков проекта был Александр Градский, охарактеризовавший проект как «кражу времени и чувств у зрителей, пойманных на примитивные вкусы».
Участница 6-го сезона проекта Ольга Воронина также негативно отзывалась о «Фабрике звёзд». По её воспоминаниям, в «звездном доме» у неё крали концертные наряды и деньги, а во время гастрольного тура организаторы не заботились о быте «фабрикантов»: «В некоторых гостиницах условия были просто ужасающие: падали унитазы, не было горячей воды, прокуренные номера. Питались чипсами-пирожками, всё время вспоминался мамин борщ». Разорвать контракт можно было, только выплатив организаторам 250 тысяч долларов, но Ольге удалось уговорить Дробыша отпустить её без штрафа.
Финалистка 7-го сезона проекта Рита Дакота впоследствии расценивала «Фабрику звёзд» как негативный опыт в своей жизни. По её мнению, условия пребывания на проекте были сопоставимы с тюремными, участников постоянно перемалывали и унижали, а также заставляли скрывать собственные эмоции перед установленными телекамерами: «Это жестокая, бутафорская история. В ней всё пластиковое, ненастоящее».

### Комментарии
1. ↑  Фабрика звёзд. Все звёздные артисты российского шоу-бизнеса Первого канала.
2. ↑  Фабрика звёзд. Снова возвращение.
3. ↑  Фабрика звёзд. Сборная России. Сборная Украины.